# Сан-Сальвадор (річка)
Сан-Сальвадор (ісп. Río San Salvador) — річка в республіці Уругвай, ліва притока річки Уругвай.

## Географія
Річка Сан-Сальвадор бере початок в департаменті Соріано на північний захід від міста Кордона, в тому місці, де гряда річки Кучилья-де-Сан-Сальвадор переходить в гряду річки Кучилья-дель-Біска на височині Кучилья-Гранде-Інферіоре. Тече з південного сходу на північний захід через один з найродючіших сільськогосподарських районів Уругваю, впадає в річку Уругвай. За 20 км від гирла, на лівому березі річки лежить місто Долорес, друге за величиною місто департаменту Соріано.
Довжина річки становить 100 км, а її басейн займає площу близько 3000 км2